# Пригоди різдвяного пудингу
«Пригоди різдвяного пудингу» (англ. The Adventure of the Christmas Pudding) - збірка оповідань англійської письменниці Агати Крісті, присвячених розслідуванням детектива Еркюля Пуаро і бабусі Міс Марпл. Видана в 1960 році.

## Список оповідань
До складу збірника входить передмова авторки, у якій вона обговорює свої сюжети, та шість оповідань:
1. Пригода різдвяного пудингу (англ. The Adventure of the Christmas Pudding);
2. Таємниця іспанської скрині (англ. The Mystery of the Spanish Chest);
3. Смиренний пес (англ. The Under Dog);
4. Чотири і двадцять дроздів (англ. Four and Twenty Blackbirds);
5. Сон (англ. The Dream);
6. Химера Гріншоу (англ. Greenshow's Folly)[a].

## Екранізації
Всі оповідання про Пуаро екранізувано в серіалі «Пуаро Агати Крісті». У головних ролях: Девід Суше (Еркюль Пуаро), Г'ю Фрейзер (Артур Гастингс) і Філіп Джексон (старший інспектор Джепп).

## Виноски
1. ↑  У цьому оповіданні розслідування проводить міс Марпл